# Campeonato Carioca de Futebol de 1927 (LMDT)
O Campeonato Carioca de Futebol de 1927 organizado pela Liga Metropolitana de Desportos Terrestres (LMDT) foi vencido pelo Modesto, que se tornou bicampeão da competição.
Desde a edição de 1925, a LMDT passou a ser formada apenas por clubes de pouca expressão. Embora esse campeonato seja formalmente estadual, a atual Federação de Futebol do Estado do Rio de Janeiro (FFERJ) não o lista na cronologia oficial do Campeonato Carioca – ao contrário dos vencedores dos torneios realizados pela LMDT, entre 1917 e 1924, que são reconhecidos pela FFERJ como legítimos campeões cariocas.

## Participantes
- Americano Football Club* (do bairro Riachuelo)
- Campo Grande Athletico Club (de Campo Grande)
- Dramático Athletico Club** (de Realengo)
- Engenho de Dentro Athletico Club (do Eng. de Dentro)
- Esperança Football Club (de Bangu)
- Fidalgo Football Club (de Madureira)
- Mavílis Futebol Clube (do Caju)
- Metropolitano Athletico Club (do Méier)
- Modesto Football Club (de Quintino Bocaiúva)
- São Paulo-Rio Football Club (do Catumbi)

*Esse Americano Football Club era da cidade do Rio de Janeiro e não tem nada a ver com o Americano Futebol Clube da cidade de Campos dos Goytacazes.
**Este clube é o antigo Ypiranga Football Club (de Cascadura).

## Premiação
| Campeonato Carioca de 1927 (LMDT) |
| Rio de Janeiro                    |
| --------------------------------- |
| MODESTO                           |